# Barentsia capitata
Barentsia capitata är en bägardjursart som beskrevs av Calvet 1904. Barentsia capitata ingår i släktet Barentsia och familjen Barentsiidae. Inga underarter finns listade i Catalogue of Life.